# Máy cưa xích

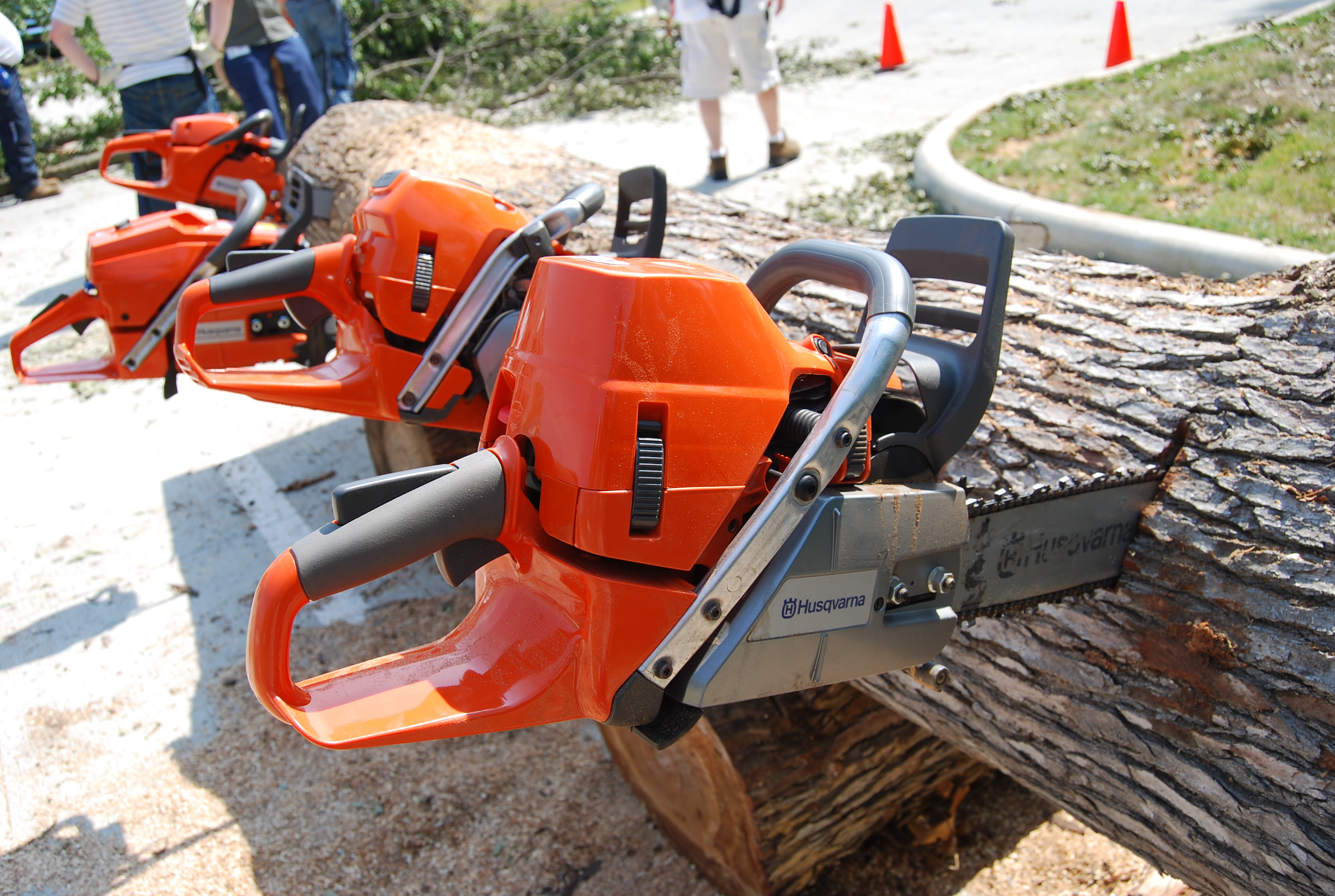
Máy cưa Husqvarna

Máy cưa xích (hoặc máy cưa cây cầm tay) là một dụng cụ cầm tay dùng để cưa cắt gỗ hoặc cắt tỉa nhánh cây, từng thớ gỗ được cắt đứt bởi những mắt xích được quay quanh một lam dài. Nó được sử dụng trong các công việc như chặt hạ cây, nhánh cây to, sự ăn nghiền, cắt tỉa, hỗ trợ trong việc cắt giảm cháy rừng trong cách chữa cháy các vùng đất hoang, và thu hoạch củi. Cưa với lam và xích kết hợp thiết kế đặc biệt đã được phát triển như là công cụ để sử dụng trong nghệ thuật cưa. Ngoài ra, cưa xích còn được sử dụng để cắt bê tông. Cưa xích đôi khi được sử dụng để cắt nước đá, ví dụ như cắt nước đá điêu khắc tại những xưởng gia công và sản xuất các tác phẩm điêu khắc lớn tại Phần Lan.